# Solectron
Solectron Corporation foi uma empresa manufatureira de produtos eletrônicos para (OEMs). Foi pioneira em serviços à fabricação de eletrônicos EMS), em 1977. O primeiro produto concebido e distribuído pela Solectron foi um controlador eletrônico para equipamentos de energia solar. Dessa forma deriva-se o nome "Solectron", vindo das palavras solar e electronics (eletrônicos). A empresa foi comprada pela Flextronics International, Ltd., em 15 de outubro de 2007.

## História
Solectron foi criada em 1977 para fornecer serviços de manufatura a terceiros. O fundador da Solectron, Roy Kusumoto, viu uma grande oportunidade emergente a partir do número crescente de empresas de eletrônicos no Vale do Silício. Havia uma necessidade de fornecer placas de circuito impresso de montagem (PCBA) de forma a gerir o excesso de produção dos OEMs. Durante a década de 1990, muitos OEMs começaram a terceirizar diversas atividades de produção para se manterem competitivos num mercado em rápida mudança. Graças a isso, a Solectron cresceu rapidamente. 